# Benedikt Eichhorn

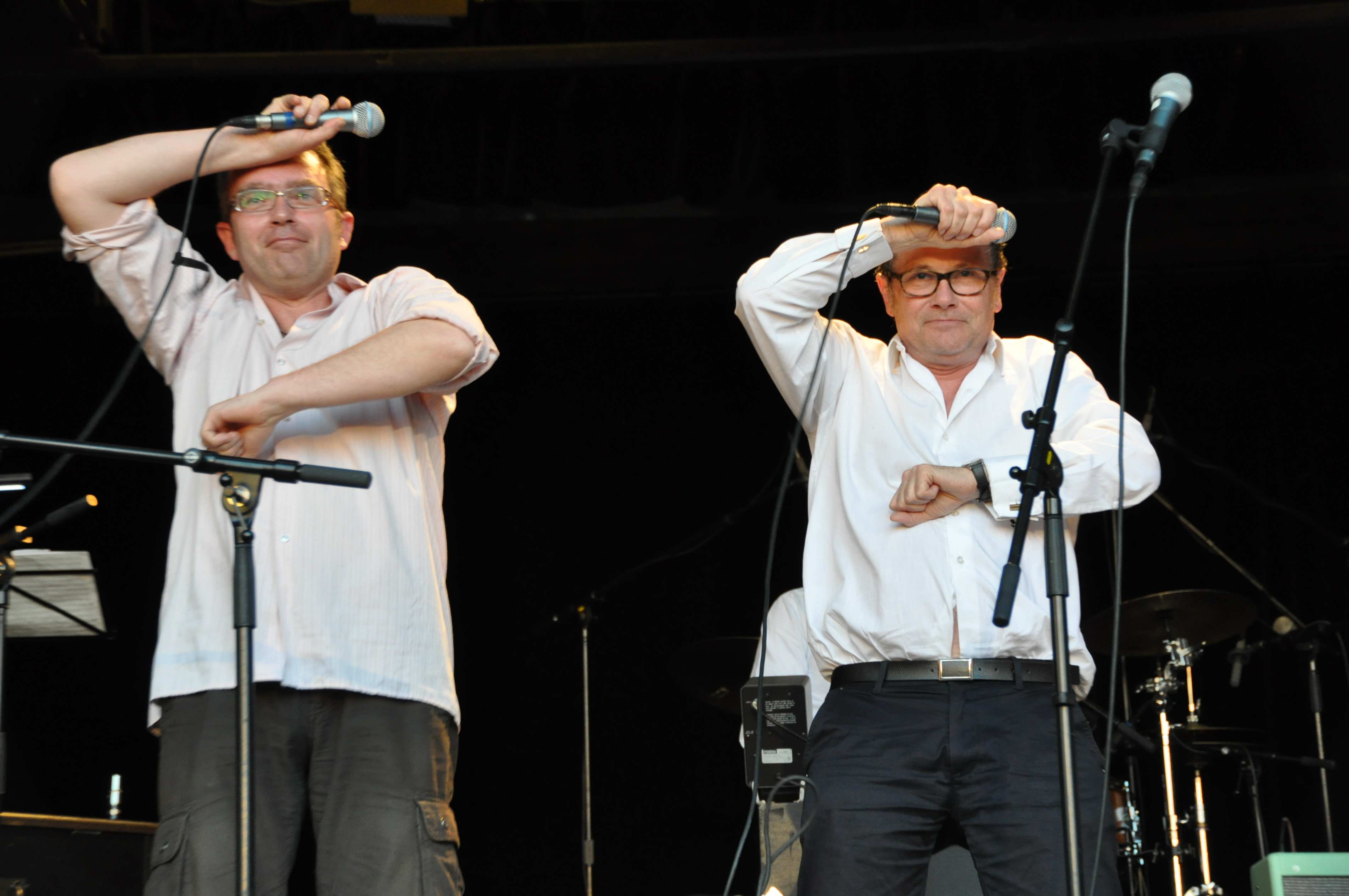
Benedikt Eichhorn (links) und Thomas Pigor (2010)

Benedikt Eichhorn (* 19. Juni 1962 in Coesfeld) ist ein deutscher Kabarettist, Pianist und Chansonnier aus Berlin.

## Leben
Nach katholisch geprägter Schulzeit in Coesfeld und Abitur 1981 am dortigen Nepomucenum studierte Eichhorn in Münster und Essen und war als Asta-Kulturreferent während des Studiums tätig. Nach Chansonprogramm mit Tina Teubner 1990/91 und Studium von Geschichte und Musik für die Sekundarstufen I und II zog Eichhorn 1992 nach Berlin und lebt heute in Berlin-Prenzlauer Berg. Eichhorn schreibt Song- und Kabaretttexte sowie Theatermusik für Kindertheaterstücke.
Er arbeitete für die Theatergruppen Die Kiebitzensteiner aus Halle, Landestheater Parchim, Theaterproduktion Strahl aus Berlin, Landestheater Stuttgart, Komödie im Bayerischen Hof, Kabarett Zwei Drittel, Horst Evers, Das Kom(m)ödchen.
Seit 1995 begleitet Eichhorn Thomas Pigor in dem Programm Pigor singt, Benedikt Eichhorn muss begleiten.
Seit 1998 spielt er immer wieder das Programm „Bezirkslieder“ mit Horst Evers.

## Auszeichnungen
- 1996 Saarländ. Kleinkunstpreis St. Ingberter Pfanne zusammen mit Thomas Pigor
- 1997 Deutscher Kabarettpreis, Sonderpreis, Nürnberg, zusammen mit Thomas Pigor
- 1998 Mindener Stichling, zusammen mit Thomas Pigor
- 1999 Deutscher Kleinkunstpreis Sparte Lied/Chanson, zusammen mit Thomas Pigor
- 2000 Berliner Kleinkunstgral, zusammen mit Thomas Pigor und Ulf Henrich
- 2000 Nobelschuh
- 2006 Sprungbrett (Kabarettpreis des Handelsblatts), zusammen mit Thomas Pigor und Ulf Henrich
- 2006 Österreichischer Kabarettpreis, zusammen mit Thomas Pigor und Ulf Henrich
- 2010 Deutscher Chansonpreis, zusammen mit Thomas Pigor[2]
- 2011 Löwenzahn der Lachmesse Leipzig[3]
- 2014: Fränkischer Kabarettpreis – (Pigor & Eichhorn)
- 2015: Bayerischer Kabarettpreis – (Pigor & Eichhorn)
- 2018: Salzburger Stier – (Pigor & Eichhorn)
- 2021 AZ – Stern des Jahres – (Münchner Abendzeitung)
- 2023: Eddi (Berliner Kabarettpreis) – (Pigor & Eichhorn)